# Friedrich Wetter
Friedrich Wetter, nemški duhovnik, škof in kardinal, * 20. februar 1928, Landau.

## Življenjepis
10. oktobra 1953 je prejel duhovniško posvečenje.
28. maja 1968 je bil imenovan za škofa Speyerja in 29. junija istega leta je prejel škofovsko posvečenje. 28. oktobra 1982 je postal nadškofa Münchna in Freisinga. Upokojil se je leta 2007.
25. maja 1985 je bil povzdignjen v kardinala in imenovan za kardinal-duhovnika S. Stefano al Monte Celio.